# Demonoid (película)
Demonoid es una película de terror sobrenatural mexicana en idioma inglés de 1981, dirigida y escrita por Alfredo Zacarías. La trama se centra en un grupo de exploradores, que encuentran una mano misteriosa en México que causa locura y muerte a quien la posee. La cinta, una producción mexicana de idioma inglés, se estrenó en los cines de Estados Unidos en junio de 1981 con críticas predominantemente negativas; sin embargo, a lo largo de los años ha alcanzado el estatus de filme de culto.

## Argumento
Hace 300 años, en una mina ubicada en Guanajuato, México. Un culto satánico construyó un templo en el que sacrificaban humanos y se los ofrecían al Diablo cortando la mano izquierda de sus víctimas. En la actualidad, la pareja de Mark y Jennifer Baines exploran el templo donde encuentran un pequeño ataúd que contiene una mano amputada que llevan a su habitación de hotel. Más tarde esa noche, Mark abre el ataúd y es atacado y poseído por la mano. Huyendo a Las Vegas, gana una fortuna apostando. Odiando estar poseído, intenta cortarse la mano izquierda, pero muere quemado por la misma. Su cuerpo es enviado a Los Ángeles para ser enterrado. Jennifer llega a la iglesia del padre Cunningham, la misma en la que su esposo será inhumado, pero le advierte al sacerdote que su marido aún podría estar poseído, solicitándole que se realice una autopsia a su cuerpo.
Mientras hablan sobre el asunto, el cadáver severamente carbonizado de Mark se reanima, sale de su ataúd y escapa. Cuando el sargento de policía Leo Matson llega para investigar el giro de los acontecimientos, es atacado por Mark, quien luego le corta la mano izquierda estrellándola contra una puerta, lo que provoca que Mark caiga muerto y la mano inmediatamente posea a Matson. Perturbado por lo sucedido, Matson arresta a Jennifer con falsos pretextos y se dirige a una oficina de cirugía plástica. A punta de pistola, obliga al doctor Julian Rivkin a cortarle la mano, después de lo cual esta le dispara a una enfermera con la pistola de Matson y lo asesina arrancándole brutalmente la cara. Luego, la mano posee a Rivkin, quien logra amputarla en una vía de tren. Más tarde, la mano encuentra y acorrala a Jennifer en su motel e intenta poseerla también, pero el padre Cunningham la salva y ambos huyen a la iglesia. El padre se va y se le pide que administre las últimas escrituras a una víctima de un accidente automovilístico que ya no tiene la mano izquierda. Al regresar a la iglesia, los dos huyen de la mano que continúa siguiéndolos. Allí, el órgano corta las líneas eléctricas y telefónicas y comienza a asecharlos, logrando poseer a Cunningham, quien luego ataca a Jennifer con un cuchillo. Sin embargo, es capaz de superar la influencia maligna de la mano y la apuñala, para después pedirle a Jennifer que se la queme con un soplete y esparza las cenizas en el puerto. Más tarde, Jennifer regresa a casa, pero la mano, que de alguna manera sobrevivió, la ataca y la mata.

## Reparto
- Samantha Eggar como Jennifer Baines
- Stuart Whitman como padre Cunningham
- Roy Jenson como Mark Baines
- Lew Saunders como Sargento Leo Matson
- Narciso Busquets como Doctor Julian Rivkin
- José Chávez como Pepe

## Producción
Demonoid fue dirigida por el cineasta mexicano Alfredo Zacarías, a quien también se le ocurrió la historia de la película. El rodaje comenzó en México el 22 de octubre de 1979, con un total de cuatro semanas en locaciones de varias partes de la Ciudad de México y Guanajuato. Se filmaron otras escenas en varios lugares de California, antes de que la filmación terminara oficialmente el 19 de diciembre de ese mismo año.